# Girls on Probation
Girls on Probation is een Amerikaanse misdaadfilm uit 1938, geregisseerd door William C. McGann en geschreven door Crane Wilbur. De hoofdrollen worden gespeeld door Jane Bryan, Ronald Reagan, Anthony Averill, Sheila Bromley, Henry O'Neill en Elisabeth Risdon. De film werd op 22 augustus 1938 uitgebracht door Warner Bros.

## Rolverdeling
| Acteur           | Personage                 |
| ---------------- | ------------------------- |
| Jane Bryan       | Connie Heath              |
| Ronald Reagan    | Neil Dillon               |
| Anthony Averill  | Tony Rand                 |
| Sheila Bromley   | Hilda Engstrom            |
| Henry O'Neill    | rechter                   |
| Elisabeth Risdon | Kate Heath                |
| Sig Ruman        | Roger Heath               |
| Dorothy Peterson | Jane Lennox               |
| Susan Hayward    | Gloria Adams              |
| Larry Williams   | Terry Mason, Hilda's date |
| Arthur Hoyt      | Mr. Engstrom              |
| Emory Parnell    | agent Craig               |